# Sherlock Holmes et la Croix de sang

Sherlock Holmes et la Croix de sang (The Crucifer of Blood) est un téléfilm américain de Fraser Clarke Heston diffusé en 1991. Il est adapté de la pièce homonyme de Paul Giovanni créée en 1978 et elle-même adaptée du roman Le Signe des quatre d'Arthur Conan Doyle, mais avec une fin alternative. 

## Synopsis
En 1887, par une nuit brumeuse à Londres, la belle Irene St. Claire sollicite Sherlock Holmes et son collègue le Dr Watson. Elle demande de l'aide pour retrouver son père, qui aurait décidé de disparaître à la suite d'une mystérieuse révélation qui lui avait fait craindre pour sa vie.

## Fiche technique
- Titre : The Crucifer of Blood
- Titre français : Sherlock Holmes et la Croix de sang
- Réalisation : Fraser Clarke Heston
- Scénario : Fraser C. Heston d'après la pièce de Paul Giovanni
- Musique : Carl Davis
- Direction artistique : Malcolm Stone
- Décors : Maggie Gray
- Costumes : Richard Pointing
- Photographie : Robin Vidgeon
- Montage : Eric Boyd-Perkins
- Production : Fraser C. Heston
- Pays d'origine : États-Unis
- Langue : anglais
- Format : couleur - 35 mm - 1,33:1 - son mono
- Genre : policier
- Durée : 103 minutes (1h43)
- Dates de première diffusion : 
  - États-Unis : 4 novembre 1991
  - France : ?

## Distribution
- Charlton Heston : Sherlock Holmes
- Richard Johnson : Docteur Watson
- Edward Fox : Alistair Ross
- Susannah Harker : Irene St. Claire
- John Castle : Neville St. Claire
- Simon Callow : l'inspecteur Lestrade
- Clive Wood : Jonathan Small
- James Coyle : Birdy Johnson